# Albinese Calcio
L'Albinese Calcio S.r.l., meglio nota come Albinese, è stata una società calcistica italiana con sede nella città di Albino, in provincia di Bergamo.
Fondata nel 1919 come Circolo Sportivo Falco cambiò nome in Polisportiva Albinese (dopo la fusione con l'Albinese Fulgor) nel 1969 e in Albinese Calcio nel 1995 e disputò un campionato professionistico di Serie C2, prima di fondersi con la Società Calcio Leffe, andando a costituire l'Unione Calcio AlbinoLeffe.
I colori sociali erano il bianco e l'azzurro. Disputava le partite di casa allo stadio John Fitzgerald Kennedy.

## Storia

### Gli albori
Il calcio approda in Val Seriana dopo la prima guerra mondiale. Era il 1919 quando alcuni appassionati di questo sport fondarono ad Albino il Circolo Sportivo Falco, nome derivante dall'aereo di Gabriele D'Annunzio che volò su Vienna per lanciare manifestini patriottici nella Grande Guerra. Il campo di gioco sorse inizialmente sull'area antistante le scuole elementari, in Piazza dei Caduti; in seguito la squadra disputo le gare casalinghe al "Centro Sportivo Comunale" in via Madonna del Pianto.
Trentacinque anni più tardi, nel 1954, venne fondata un'altra formazione nel piccolo centro industriale all'inizio della valle: la Unione Sportiva Fulgor, formazione oratoriana fondata da Don Cristoforo Rossi che divenne il centro di aggregazione per i ragazzi della comunità.
La Fulgor si iscrisse ai campionati provinciali FIGC all'inizio della stagione 1957-1958 partendo dalla Seconda Divisione provinciale ed ottenendo la promozione in Seconda categoria nel 1960-1961.
Il derby con la Falco fu giocato per 4 stagioni consecutive a partire dal 1964-1965, prima della definitiva fusione delle due compagini.

### La nascita dell'Albinese
Nel 1969 Falco e Fulgor, dopo un referendum popolare con la maggior parte dei votanti a favore (85%), si fusero creando la Polisportiva Albinese. Primo presidente della società è Pierino Remigi, il campo di gioco è lo stadio Kennedy mentre la sede trova posto presso l'oratorio Papa Giovanni XXIII nella casa dell'allora curato e direttore Don Pietro (Pierino) Corvo.

### L'approdo ai professionisti e la fusione
La prima affermazione degna di nota viene ottenuta nel 1989, quando la società seriana viene promossa nel Campionato Nazionale Dilettanti. Due anni più tardi l'Albinese di Marco Falsettini si classifica al primo posto nel proprio girone e viene promossa in Serie C2.
Nella stagione 1997-1998 la società giunge al 5º posto, disputando i play-off per la promozione in Serie C1.
Il risultato raggiunto in quella stagione rimarrà il punto più alto dell'Albinese, in quanto nell'estate del 1998 viene decisa la fusione con il Leffe, dando così vita all'AlbinoLeffe.

## Colori e simboli

### Colori
I colori dell'Albinese erano il bianco e il blu. I colori usati dal Circolo Sportivo Falco erano il nero e l'azzurro, mentre la Fulgor adottava i colori bianco e blu.

### Simboli ufficiali

#### Stemma
Lo stemma della squadra era azzurro e conteneva al suo interno lo stemma del comune di Albino.

## Strutture

### Stadio
L'Albinese giocava le partite interne allo stadio John Fitzgerald Kennedy. L'impianto ha un terreno in erba naturale, una pista d'atletica e una tribuna coperta contenente circa 1 000 posti.

## Allenatori e presidenti
- 1969-1973  ...
- 1973-1974  Giacomo Spinelli
- ?-?  Cagliani
- ?-?  Zanotti
- ?-?  Rigamonti
- 1989-1992  Elio Gustinetti
- 1992-1993  ...
- 1993-1994  Sandro Gibellini
 Luigi Bresciani
- 1994-1996  Gianpaolo Rossi
- 1996-1997  Marco Falsettini
- 1997-1998  Marco Falsettini
 Oscar Piantoni

- 1969-?  Pierino Remigi
- ?-?  Pietro Pulcini
- ?-?  Aldo Pezzoli
- ?-?  Mario Bresciani
- 1989-1993  Franco Bertacchi
- 1993-1995  Luigi Galli
- 1995-1998  Fausto Selvinelli

## Palmarès

### Competizioni interregionali
- Campionato Nazionale Dilettanti: 1

1996-1997 (girone C)

### Competizioni regionali
- Promozione: 2

1973-1974 (girone B), 1989-1990 (girone C)
- Prima Categoria: 2

1972-1973 (girone B), 1981-1982 (girone D)
- Seconda Categoria: 1

1961-1962 (girone B)
- Prima Divisione: 1

1958-1959 (girone B)
- Campionato italiano di terza divisione: 2

1928-1929 (girone A), 1933-1934 (girone D)

### Altri piazzamenti
- Promozione:

Secondo posto: 1975-1976 (girone B)
Terzo posto: 1977-1978 (girone C), 1982-1983 (girone C)
- Prima Categoria:

Secondo posto: 1970-1971 (girone B), 1971-1972 (girone B)
- Prima Divisione:

Secondo posto: 1950-1951 (girone B)
Terzo posto: 1956-1957 (girone B)
- Coppa Italia Dilettanti:

Semifinalista: 1996-1997 (finalista della Fase C.N.D.)